# Tu, Solo Tu
Tu, Solo Tu é uma canção da cantora mexicano-americana de Tejano pop, Selena, do seu sexto álbum de estúdio, "Dreaming of You" de 1995.

## Charts
| Gráfico (1995/96)                             | Posição |
| --------------------------------------------- | ------- |
| U.S. Billboard Hot Latin Tracks               | 1       |
| U.S. Billboard Latin Regional Mexican Airplay | 1       |